# ريوسا
بلدية ريوسا (بالإسبانية: Riosa) هي بلدية تقع في منطقة أستورياس شمال غرب إسبانيا.

## الديموغرافيا
بلغ عدد سكان بلدية ريوسا 2.170 نسمة عام 2011 (وفقاً للمعهد الوطني للإحصاء الإسباني).
| 2.663 | 2.605 | 2.543 | 2.362 | 2.289 | 2.200 | 2.170 |